# Libero Mancuso
Libero Mancuso (Napoli, 28 aprile 1941) è un ex magistrato e politico italiano, noto per le indagini, in qualità di pubblico ministero, sul terrorismo eversivo, sulla mafia e altre organizzazioni criminali.

## Biografia
Prima del suo insediamento come magistrato a Bologna, lavora a Napoli, nel pool che indaga sulle Brigate Rosse. È successivamente al centro di casi legati alla mafia, alla P2 (con lui depone Licio Gelli) e al terrorismo, in particolare del sequestro di Ciro Cirillo, della strage alla stazione di Bologna del 1980 (in cui è attivo nella lotta ai depistaggi) e di quella dell'Italicus; è tra i giudici che individuano gli esecutori della strage bolognese, i neofascisti dei NAR, e i depistaggi effettuati dalla P2 e dai servizi segreti deviati.
Ha lavorato anche nei processi alla banda della Uno bianca, per la quale ha scritto la sentenza definitiva, e sull'omicidio di Marco Biagi da parte delle Nuove Brigate Rosse, ed è stato ascoltato, come consulente e persona informata sui fatti, nella Commissione parlamentare d’inchiesta su stragi e eversione e nella Commissione Mitrochin.
Ha dato il suo contributo di ex magistrato per la pubblicazione del libro "Il terrorismo di destra e di sinistra in Italia e in Europa. Storici e magistrati a confronto". Padova University Press, 2018, ISBN 8869381188.
È stato presidente della corte d'assise di Bologna e presidente della sezione del riesame.
Ha preso posizione contro le violenze avvenute anche da parte di forze dell'ordine al G8 di Genova nel 2001, con conseguenze politiche; rilevanza hanno avuto assunto sue dichiarazioni sui pericoli dell'"antistato" all'interno della criminalità organizzata, come nel caso della Banda della Magliana.
Come politico ha avuto diverse candidature, ed è stato nominato nel 2006 assessore comunale alla sicurezza a Bologna, per la giunta di centro-sinistra del sindaco Sergio Cofferati. Come assessore ha proposto l'istituzione di zone a luci rosse a rotazione, come unici luoghi in cui esercitare la prostituzione legalmente e senza forme di schiavitù, sfruttamento e tratta di esseri umani. Successivamente si è candidato come consigliere comunale tra le file di Sinistra Ecologia Libertà, ma non è stato eletto, nonché come candidato sindaco di una lista civica nel paese di Camugnano (BO), senza conseguire la vittoria (elezioni del maggio 2013). È inoltre tra i fondatori di Magistratura democratica. Dopo aver lasciato la magistratura, esercita come avvocato penalista a Bologna.